# Aleksa Demnievski
Alekso Demnievski - Bauman, makedonski general, * 10. september 1905, † 6. september 1961.

## Življenjepis
Demnievski, čevljar, je leta 1926 postal član KPJ. Med letoma 1928 in 1932 je živel v Moskvi, kjer je končal šolanje na Komunistični univerzi narodnostnih manjšin Zahoda. Nato je deloval na različnih politično-kulturnih področjih Moskovske oblasti, dokler ni med leti 1934/35 postal pomočnik političnega komisarja artilerijskega diviziona Rdeče armade.
Leta 1936 je odpotoval v Španijo, kjer se je pridružil mednarodnim brigadam. Postal je major in poveljnik Bataljona Đuro Đaković in Brigade Georgi Dimitrov. Zaradi težke rane in posledične amputacije noge je bil umaknjen iz fronte in poslan na Krim. Od tam se je decembra 1944 vrnil nazaj v Jugoslavijo, kjer je postal poveljnik 15. korpusa.
Po vojni je postal pomočnik poveljnika 5. armade, poveljnik zaledja 1. armade, načelnik Uprave za izvenarmadno vprašanje DSNO, načelnik oddelka IV. uprave,... Oktobra 1958 je bil upokojen.

## Odlikovanja
- Red partizanske zvezde
- Red zaslug za ljudstvo